# Modeste Andlauer
Modeste Andlauer (22 de maig de 1847, Rosheim, França - † 19 de juny de 1900, Ouy, Xina) va ser un prevere, sant i màrtir jesuïta francès.
Estudià al seminari d'Estrasburg i el 1872 entrà al noviciat de la Companyia de Jesús a Saint-Acheml, Champagne. Ensenyà als col·legis d'Amiens, Lilla i Brest. Fou enviat a la Xina el 1882 juntament amb Rémy Isoré i Lleó Ignasi Manguin. Estudià amb Isoré durant quatre anys xinès i teologia.
Arran de l'aixecament popular dels Boxer, fou martiritzat amb Isoré quan oraven davant de l'altar de la capella a Ouy.
Fou beatificat el 17 d'abril del 1955 pel papa Pius XII i canonitzat per Joan Pau II l'1 d'octubre del 2000. La seva festa se celebra el 19 de juny.